# 朱湾镇
朱湾镇，是中华人民共和国安徽省滁州市定远县下辖的一个乡镇级行政单位。

## 行政区划
朱湾镇下辖以下地区：
朱湾村、大户陆村、大户刘村、任武杨村、雍圩村、马岗村和宋岗村。